# شاكر محمود
شاكر محمود هو لاعب عراقي سابق بكرة القدم، لعب لمنتخب العراق في ثمانينات القرن الماضي، لديه أهداف عديدة للمنتخب العراقي أبرزها هدفه في مرمى المنتخب السوري والذي كان كفيلا بتأهل المنتخب العراقي إلى نهائيات كأس العالم 1986.لعب لناديي الجيش والرشيد العراقي .من مواليد عام 1960...
أتجه إلى سلك التدريب بعد اعتزاله الكرة ودرب عدد من الأندية العراقية.

## روابط خارجية
- شاكر محمود على موقع الاتحاد الدولي (مؤرشف)  (الإنجليزية)
- شاكر محمود على موقع قاعدة بيانات كرة القدم.إي يو (الإنجليزية)
- شاكر محمود على موقع ناشيونال فوتبول تيمز (الإنجليزية)
- شاكر محمود على موقع Soccerway.com (الإنجليزية)
- شاكر محمود على موقع كووورة